# Vörösmarty utca
Vörösmarty utca to stacja metra w Budapeszcie na Linii M1. Została oddana do użytku w roku 1896. Stacja nosi nazwę Vörösmarty utca, czyli ulica Vörösmartyego i poświęcona jest węgierskiemu poecie i pisarzowi Mihályowi Vörösmartyemu. Stacja Vörösmarty utca położona jest 3 m pod ziemią, wygląd stacji przypomina klasyczny wystrój żółtej linii budapeszteńskiego metra. Następne stacje to: Oktogon i Kodály körönd.